# Адсорбція з переносом заряду
Адсорбція з переносом заряду — оксидативна або відновна хемосорбція, за якої тверда фаза відповідно віддає або приймає електрони (тобто, відновний чи ад'ювант оксидативний стосується втрати чи набуття електрона
частинками твердої фази). У простому випадкові така хемосорбція не дисоціативна й відбувається лише перенос заряду між адсорбтивом та адсорбентом з утворенням адсорбату.